# Cripta di Santa Croce
La cripta di Santa Croce, situata a Francavilla Fontana, e più esattamente in Contrada Santa Croce Inferiore, fu utilizzata per tutto il medioevo (ma anche in epoca successiva) come chiesa da alcuni monaci basiliani.
La grotta-chiesa è caratterizzata da un impianto compatto e dalla presenza di numerosi affreschi; l'architettura, tipica medievale, non è posteriore al XII secolo, mentre i dipinti, sono datati al XVII e XVIII secolo.
Il nome Santa Croce si deve probabilmente alla Trinità col Padre che sorregge la Croce del Figlio e lo Spirito Santo in forma di colomba, uno dei dipinti più antichi, non inglobato nella decorazione floreale che collega la maggior parte delle altre pitture. La decorazione a fioroni incornicia l'immagine di Santa Maria dell'Abbondanza, tarda rivisitazione dell'Odigitria. La Madonna è rappresentata più volte, anche sopra un complesso di edifici, probabilmente una chiesa in fiamme (forse quella di Costantinopoli).
Vi sono inoltre due figure di frati francescani: uno, a tre quarti, l'altro, invece, di fattura tardo secentesca, rappresenta San Francesco con le stimmate visibili sulle mani e con un angelo accanto, in ginocchio.
Sono presenti anche due figure insolite nelle rappresentazioni rupestri: Gesù in preghiera nell'orto degli ulivi, assieme alla croce con il Cireneo; ciò indica che a Francavilla fosse nota la Via Crucis biblica e che i dipinti stessi siano stati dettati dalla cultura dei francescani che, già dal 1480, introdussero in Italia ed in tutta Europa la pratica della Via Crucis.